# ビジャ・カステリ
ビジャ・カステリ（スペイン語: Villa Castelli）はアルゼンチンの北西部に位置するラ・リオハ州ヘネラル・ラマドリー県の小都市、かつ同県の県庁所在地である。2010年時点の人口は1,697人。
ラ・リオハの西約140km、ファマティナ山脈の山麓に位置し、付近をビチナ川 (Río Vichina) が流れる。
2015年3月、ヘリコプター同士の衝突事故が発生し、フランス人アスリート3人を含む10人が死亡した。